# Rohovce
Rohovce és un poble i municipi d'Eslovàquia que es troba a la regió de Trnava, a l'oest del país.

## Història
La primera menció escrita de la vila es remunta al 1294.

## Demografia
| Godina             | 1994 | 2004   | 2014    | 2024    |
| ------------------ | ---- | ------ | ------- | ------- |
| Nombre de persones | 1018 | 1074   | 1215    | 1073    |
| Diferència         |      | +5,50% | +13,12% | −11,68% |

| Godina             | 2023 | 2024   |
| ------------------ | ---- | ------ |
| Nombre de persones | 1082 | 1073   |
| Diferència         |      | −0,83% |